# Brucella canis
Brucella canis (von canis ‚Hund‘) ist ein 1966 erstmals bei Fehlgeburten von Hunden nachgewiesener Krankheitserreger. Er verursacht die Hundebrucellose. Der Erreger kann auch beim Menschen auftreten, er gilt unter den Brucellen aber nur als mäßig krankheitserregend. Der Erreger kommt durch Hundetransporte mittlerweile weltweit vor. In Europa sind vor allem das Vereinigte Königreich, Rumänien, Ungarn, Spanien und Südfrankreich betroffen.
Brucella canis ist gramnegativ, aerob, unbeweglich, Katalase- und Urease-positiv. Zum Erregernachweis werden heute allerdings PCR-Techniken eingesetzt.